# Баррьентос, Хосе
Хосе Эдуардо Баррьентос Швейер (исп. José Eduardo Barrientos Schweyer; 18 марта 1904, Матансас — 27 сентября 1945, Флоридский пролив) — кубинский легкоатлет, выступавший в беге на короткие дистанции. Участник летних Олимпийских игр 1928 года.

## Биография
Хосе Баррьентос родился 18 марта 1904 года в кубинском городе Матансас.
В 1928 году вошёл в состав сборной Кубы на летних Олимпийских играх в Амстердаме, став её единственным спортсменом. В беге на 100 метров выиграл забег 1/8 финала с результатом 11,0 секунды, в четвертьфинале занял последнее, 5-е место. Также был заявлен в беге на 200 метров, но не вышел на старт. Был знаменосцем сборной Кубы на церемонии открытия Олимпиады.
Погиб 27 сентября 1945 года в авиакатастрофе над Флоридским проливом.

## Личный рекорд
- Бег на 100 метров — 10,4 (1927)[1]

## Память
С 1946 года на Кубе проводились соревнования по лёгкой атлетике памяти Хосе Баррьентоса, в рамках которых часто разыгрывался чемпионат страны.

## Семья
Младший брат — Армандо Баррьентос (1906—1998), кубинский фехтовальщик. Участник летних Олимпийских игр 1948 года.